# Açude do Jatobá
Açude do Jatobá är en reservoar i Brasilien.   Den ligger i delstaten Paraíba, i den östra delen av landet, 1 500 kilometer nordost om huvudstaden Brasília. Açude do Jatobá ligger 260 meter över havet.
Omgivningarna runt Açude do Jatobá är huvudsakligen savann. Runt Açude do Jatobá är det glesbefolkat, med 16 invånare per kvadratkilometer.